# Phyllachora kerniana
Phyllachora kerniana är en svampart som beskrevs av Chardón 1927. Phyllachora kerniana ingår i släktet Phyllachora och familjen Phyllachoraceae.   Inga underarter finns listade i Catalogue of Life.